# 조형래
조형래(1949년 6월 11일 ~ )는 대한민국의 정치인이다. 제40·43대 곡성군수를 역임했다.

## 학력
- 오곡초등학교 (졸업)
- 광주동중학교 (졸업)
- 용산고등학교 (졸업)
- 한양대학교 법학과 (학사 / 졸업)

## 역대 선거 결과
|  | 47.05% |

|  | 43.51% |

|  | 44.19% |

|  | 38.08% |

|  | 47.95% |